# 比爾格峰
46°27′10.9″N 7°47′20.1″E / 46.453028°N 7.788917°E
比爾格峰（德語：Birghorn）是瑞士伯恩州和瓦萊州的山峰，位於該國南部，屬於伯尔尼山的一部分，海拔高度3,243米，每年平均降雨量1,585毫米。

## 外部連結
- Birghorn on Hikr